# Wappen der Pitcairninseln
Das Wappen der Pitcairninseln ist das Landeswappen des britischen Überseegebietes der Pitcairninseln.

## Beschreibung
Im blauen Feld befindet sich eine goldgefasste grüne Spitze mit einem goldenen Anker, über dem ein weißes Buch schwebt. Der Schild wird durch einen Krötenkopfhelm mit grün-goldenen Helmdecken geschmückt. Auf der gold-grünen Helmwulst ist eine metallfarbene Schubkarre über der eine Blüte des Baumes Miro schwebt.
Das grüne Feld soll die Klippen der Insel symbolisieren, der Schild mit der azurblauen Farbe das Meer. Das Rechteck soll eine Bibel, John Adams war sehr gläubig, und der Anker soll die Bounty darstellen.
Aus dem Holz des Baumes schnitzen die Einwohner auch viele Andenken für die Touristen. Die Schubkarre symbolisiert die ersten Siedler. Es gibt aber auch andere Erklärungen.

## Geschichte

Flagge der Pitcairninseln

Das Wappen wurde am 4. November 1969 vom Royal Warrant bewilligt und somit eingeführt. 
Die Flagge der Pitcairninseln wurde dagegen erst 1984 eingeführt. Das Wappen ist auch in der Flagge wiederzufinden.